# Decembrie 2014
Acest articol este generat integral pe baza informațiilor din articolul 2014 și este actualizat periodic de un robot.
 Editările făcute în articol vor fi șterse la următoarea actualizare! Dacă doriți să faceți modificări, editați articolul-sursă.

ianuarie -
februarie -
martie -
aprilie -
mai -
iunie -
iulie -
august -
septembrie -
octombrie -
noiembrie -
decembrie
Decembrie 2014 a fost a douăsprezecea lună a anului și a început într-o zi de luni.

## Evenimente

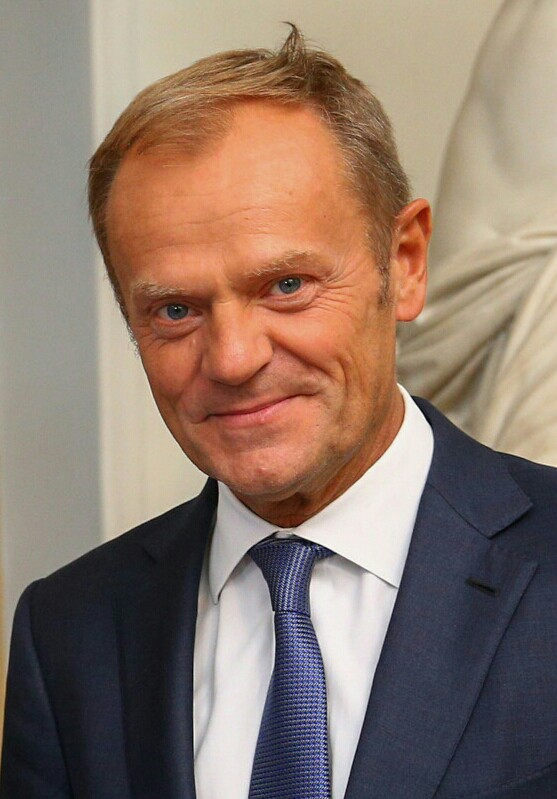
Donald Tusk devine cel de-al doilea președinte al Consiliului European

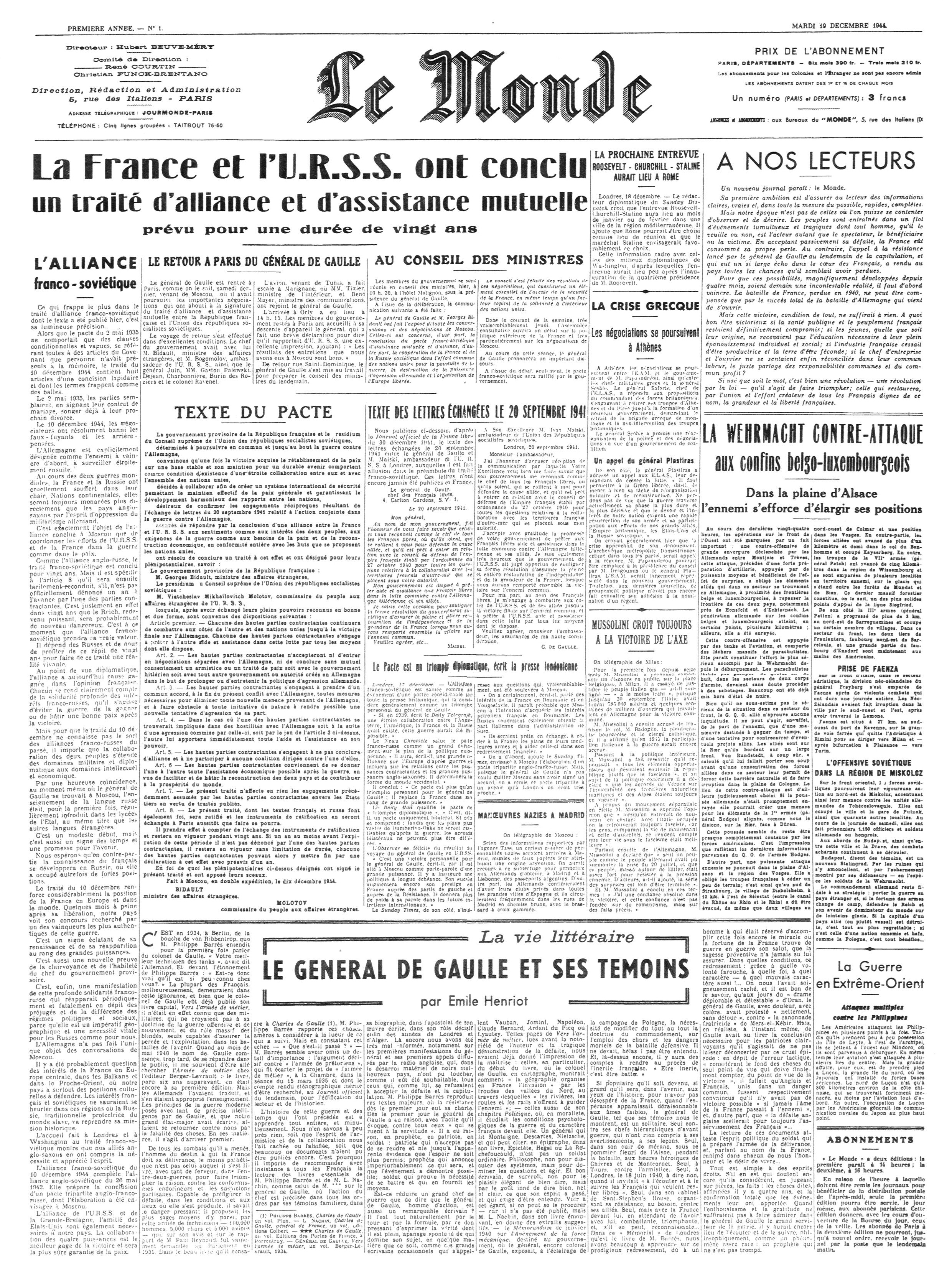
18 decembrie: Ziarul Le Monde împlinește 70 de ani de la prima sa apariție.

- 5 decembrie: NASA a anunțat lansarea cu succes a capsulei Orion fără echipaj uman, în jurul Pământului. Capsula a fost construită pentru a transporta, într-un viitor, astronauți către un asteroid sau spre planeta Marte. Zborul a durat 4 ore și 24 de minute și capsula a amerizat în apele Pacificului.
- 9 decembrie: Senatul american a făcut public un raport care critică puternic faptul că CIA a folosit tortura împotriva persoanelor deținute după atentatele de la 11 septembrie 2001. Conform unui raport parlamentar european publicat în 2007 baze secrete ale CIA ar fi existat și în Polonia, România și Lituania.[1]
- 10 decembrie: Charlene, Prințesă de Monaco, soția lui Albert al II-lea, Prinț de Monaco, a născut gemenii Jacques și Gabriella. Jacques va deveni moștenitorul aparent în linia de succesiune la tronul din Monaco.
- 10 decembrie: Miliardarul rus Alișer Usmanov, care a cumpărat la licitație medalia Nobel a geneticianului și biochimistului american James Watson, acordată în 1962, declară că o va dona înapoi lui Watson și că a dorit ca prin gestul lui să aducă un omagiu oamenilor de știință și să sprijine științele.
- 13 decembrie: Congresul american a adoptat definitiv legea ce autorizează noi sancțiuni împotriva Rusiei și o majorare a ajutorului militar, inclusiv letal, acordat Ucrainei.

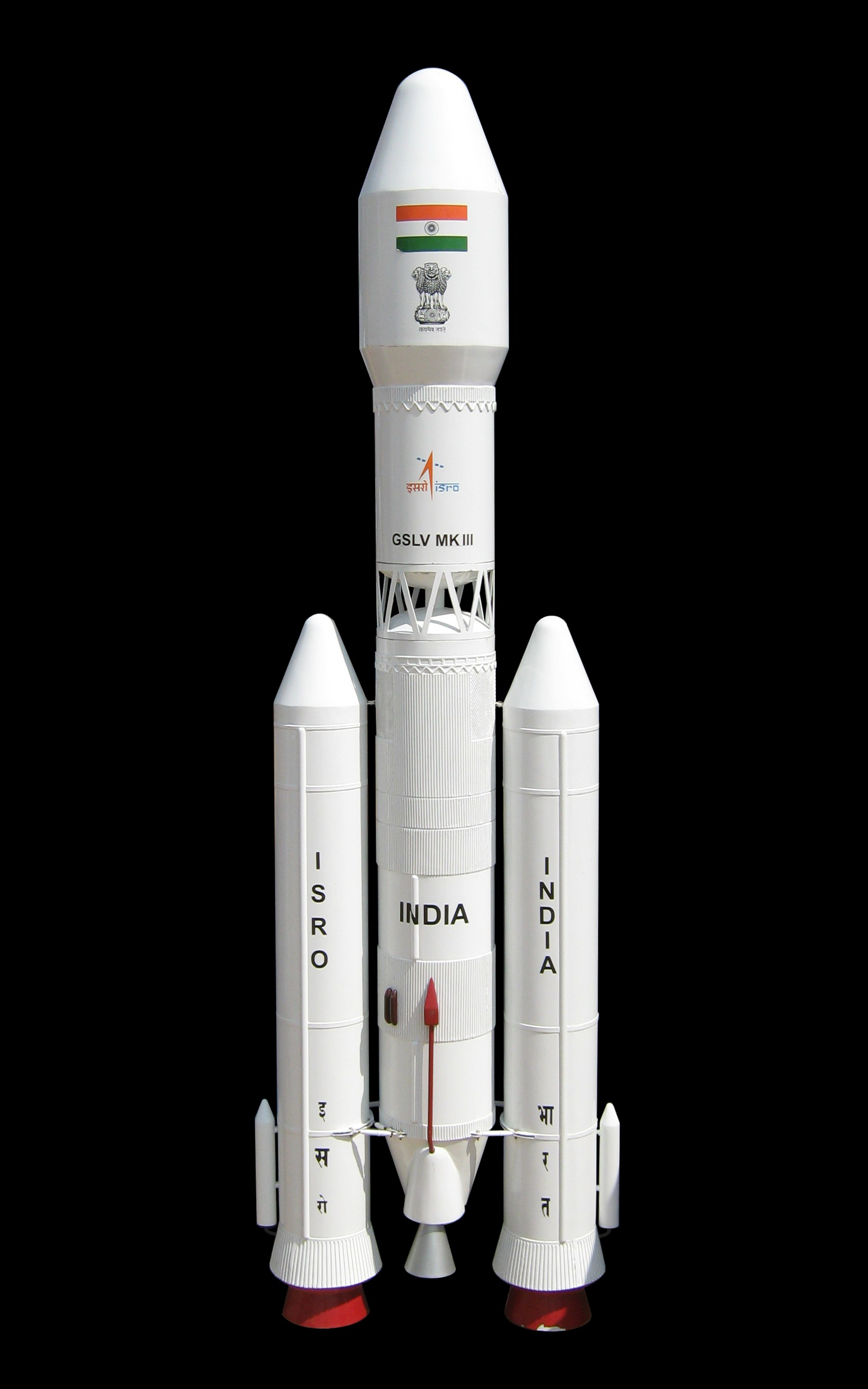
18 decembrie: India a lansat cu succes cea mai mare rachetă din istoria sa spațială, concepută pentru a transporta sateliți de comunicație de mari dimensiuni.

- 13 decembrie: Conform bilanțului publicat de Oficiul Națiunilor Unite pentru ajutor umanitar (OCHA), conflictul din estul Ucrainei a cauzat moartea a 4.634 de persoane de la debutul său la jumătatea lunii aprilie, inclusiv cele 298 de victime ale accidentului avionului companiei Malaysian Airlines pe 17 iulie.
- 14 decembrie: Partidul Liberal Democrat din Japonia a obținut 291 din cele 475 mandate în camera inferioară a parlamentului nipon, iar împreună cu aliatul său centrist Noul Komeito vor deține 326 de locuri.
- 15 decembrie: Un islamist radical înarmat a sechestrat circa 15 persoane într-o cafenea din orașul australian Sydney. A fost ucis 16 ore mai târziu, în urma asaltului lansat de forțele de ordine, în timpul operațiunii pierzându-și viața de asemenea doi ostatici, iar alte patru persoane au fost rănite.
- 15 decembrie: România: Un elicopter SMURD s-a prăbușit în Lacul Siutghiol din județul Constanța. Toți cei patru membri ai echipajului au decedat.[2]
- 18 decembrie: România: După ce Klaus Iohannis și-a depus mandatul de lider al PNL, Biroul Politic Național a ales-o pe Alina Gorghiu președinte al partidului cu 48 de voturi. Contra-candidatul ei, Ludovic Orban, a obținut 27 de voturi.
- 18 decembrie: India a lansat cu succes cea mai mare rachetă din istoria sa spațială, concepută pentru a transporta sateliți de comunicație de mari dimensiuni.
- 18 decembrie: Ziarul Le Monde împlinește 70 de ani de la prima sa apariție.
- 21 decembrie: România: Președintele Klaus Iohannis a depus juramântul de învestire (devenind al 5-lea președinte al României) în ședința solemnă a Senatului și Camerei Deputaților. El îl succede pe Traian Băsescu.
- 24 decembrie: România: Cel mai cald Ajun de Crăciun din ultimii 50 de ani, cu temperaturi ridicate în întreaga țară, în unele locuri atingându-se 20 grade Celsius.[3] Două zile mai târziu, 31 de județe erau sub cod galben de ninsori și precipitații mixte.[4]
- 26 decembrie: Organizația Mondială a Sănătății anunță că epidemia de Ebola a ucis până în prezent cel puțin 7.708 de persoane în lumea întreagă.[5]
- 28 decembrie: Un avion de tip Airbus A320-200 aparținând companiei indonesiene low-cost AirAsia cu 162 de persoane la bord (157 de indonezieni, 3 sud-coreeni, 1 malaezian și 1 singaporez) a dispărut între Indonezia și Singapore.
- 31 decembrie: România: Cea mai geroasă noapte de Revelion din ultimii 50 de ani, cu temperaturi de -25 grade Celsius.[6]
- 31 decembrie: Italia: Președintele Giorgio Napolitano, în vârstă de 89 de ani, a anunțat în discursul de sfârșit de an apropiata sa demisie, decizie justificată prin vârsta sa înaintată.

## Nașteri
Prințul Jacques Honoré Rainier, Marchiz de Baux, fiul geamăn al prințului Albert al II-lea de Monaco
Principesa Gabriella, Contesă de Carladès, fiica geamănă a prințului Albert al II-lea

## Decese
- 3 decembrie: Corneliu Fânățeanu, 81 ani, solist român de operă (tenor), (n. 1933)
- 3 decembrie: Mihai Vasile, 53 ani, jurnalist și formator de talente din România (n. 1961)
- 4 decembrie: Gavril Nagy, 82 ani, sportiv român (polo pe apă), (n. 1932)
- 6 decembrie: Ralph Henry Baer, 92 ani, inventator american, a inventat prima consolă de jocuri video (Magnavox Odyssey), (n. 1922)
- 6 decembrie: Takao Saitō, 85 ani, operator de film și director de imagine, japonez (n. 1929)
- 8 decembrie: Cătălin Chelu, 47 ani, om de afaceri român (n. 1967)
- 8 decembrie: Mango (n. Giuseppe Mango), 60 ani, cântăreț și compozitor italian (n. 1954)
- 8 decembrie: Victor Sanda, 60 ani, deputat român (2004-2008), (n. 1954)
- 9 decembrie: Ion Butmalai, 50 ani, deputat din R. Moldova (n. 1964)
- 10 decembrie: Gavril Creța, 91 ani, inginer român (n. 1923)
- 10 decembrie: Donald Moffitt, 83 ani, autor american  (n. 1931)
- 11 decembrie: Șerban Orescu, 89 ani, jurnalist român (n. 1925)
- 15 decembrie: Nicolae Manea, 60 ani, fotbalist (atacant) și antrenor român (n. 1954)
- 16 decembrie: Andrei Grigor, 61 ani, prozator și critic literar român (n. 1953)
- 16 decembrie: Horst Ernst Klusch, 87 ani, etnograf român de etnie germană (n. 1927)
- 18 decembrie: Virna Lisi (n. Virna Pieralisi), 78 ani, actriță italiană de film (n. 1936)
- 18 decembrie: Adrian Cristian Petrescu, 77 ani, inginer român (n. 1937)
- 19 decembrie: Philip Charles Bradbourn, 63 ani, om politic britanic (n. 1951)
- 20 decembrie: Erzsébet Ádám (Elisabeta Adam), 67 ani, actriță română de etnie maghiară (n. 1947)
- 21 decembrie: Udo Jürgens (n. Jürgen Udo Bockelmann), 80 ani, cântăreț și compozitor austriac (n. 1934)
- 21 decembrie: Ludovic Konya, 75 ani, cântăreț de operă (bariton) român (n. 1939)
- 21 decembrie: Stuart A. Reiss, 88 ani, decorator de film, american (n. 1921)
- 22 decembrie: Joe Cocker (n. John Robert Cocker), 70 ani, cântăreț și muzician britanic (n. 1944)
- 22 decembrie: Joseph Sargent (n. Giuseppe Danielle Sorgente), 91 ani, regizor american de film (n. 1925)
- 22 decembrie: Ilie Ștefan, 86 ani, amiral român (n. 1928)
- 23 decembrie: Cornel Diaconu, 65 ani, regizor român (n. 1949)
- 24 decembrie: Jacques Garelli, 83 ani, filosof și poet francez (n. 1931)
- 24 decembrie: Bogdan Mihăilescu, 72 ani, sportiv român (polo pe apă), (n. 1942)
- 26 decembrie: Ioan Godea, 71 ani, etnolog, muzeograf și folclorist român (n. 1943)
- 26 decembrie: Rhodes Reason, 84 ani, actor american (n. 1930)
- 26 decembrie: Leo Tindemans (n. Leonard Clemence Tindemans), 92 ani, om politic belgian, prim-ministru al Belgiei (1974-1978), (n. 1922)
- 27 decembrie: Vlad Gabriel Hogea, 37 ani, publicist și om politic român (n. 1977)
- 29 decembrie: Gheorghe Bistriceanu, 86 ani, economist și profesor universitar român (n. 1928)
- 30 decembrie: Ștefan Bertalan, 84 ani, artist plastic român (n. 1930)
- 30 decembrie: Luise Rainer, 104 ani, actriță de film de etnie evreiască (n. 1910)